# Slim Rebaï
Slim Rebaï (arabe : سليم الرباعي), né le 23 février 1991 à Sfax, est un footballeur tunisien évoluant au poste de gardien de but au Stade gabésien.

## Palmarès
- Coupe de la CAF (0) :
  - Finaliste : 2010
- Coupe de Tunisie de football (1) :
  - Vainqueur : 2009
  - Finaliste : 2010
- Coupe nord-africaine des vainqueurs de coupe (1) :
  - Vainqueur : 2009